# Gamera vs. Guiron
Gamera vs. Guiron (ガメラ対大悪獣ギロン, Gamera tai Daiakaijū Giron, Gamera vs. Devil Monster Guiron) is een Japanse film uit 1969, en de vijfde van de Gamera-films. De film werd geregisseerd door Noriaki Yuasa.

## Verhaal
Twee jongens, Akio en Tom, zien op een avond een ruimteschip landen in een veld vlak bij hun huis. De twee gaan samen met Akio’s zusje Tomoko op verkenning, en vinden het blijkbaar verlaten schip. Wanneer de twee aan boord gaan, vertrekt het schip onverwacht. Tomoko blijft op aarde achter.
Het schip vliegt naar een nog onbekende planeet aan de andere kant van de zon. Daar worden de jongens verwelkomt door twee humanoïde aliens. Tevens zien ze hoe een monster genaamd Guiron, dat blijkbaar onder controle van de aliens staat, een zilverkleurige versie van Gyaos vernietigd. De jongens ontdekken spoedig dat de aliens hen naar de planeet hebben gehaald met het doel hen op te eten.
Terug op aarde probeert Tomoko tevergeefs iemand te overtuigen van wat er met Akio en Tom is gebeurd. Gamera ontdekt echter wat er gebeurd is, en haast zich naar de planeet. Daar verslaat hij Guiron, en neemt de jongens mee terug naar de aarde.

## Rpmverdemo,g
| Acteur             | Personage     |
| ------------------ | ------------- |
| Nobuhiro Kajima    | Akio          |
| Miyuki Akiyama     | Tomoko        |
| Christopher Murphy | Tom           |
| Yuko Hamada        | Kuniko        |
| Eiji Funakoshi     | Dr. Shiga     |
| Kon Omura          | Officer Kondo |

## Trivia
- Dit was een van de vijf Gamerafilms die werd gebruikt voor een aflevering van Mystery Science Theater 3000.
- De zilverkleurige Gyaos stond aanvankelijk niet gepland voor deze film. Vanwege tijd- en budgetgebrek konden de producers het geplande monster voor de film niet gebruiken, dus werd het oude Gyaos kostuum overgeschilderd.